# Louis Dufour
Louis François Dufour, detto Choulet (Les Avants, 26 luglio 1901 – Ginevra, 26 ottobre 1982), è stato un hockeista su ghiaccio svizzero.

## Palmarès

### Olimpiadi invernali
- Bronzo a Sankt Moritz 1928 nell'hockey su ghiaccio.